# Filarri
Филип Маринков (1999), познатији као Filarri, српски је певач, кантаутор и инфлуенсер.

## Каријера
Своје музичко образовање започиње у музичкој школи Станковић у Београду, одсек контрабас, након тога завршава додатну специјализацију у Хрватској музичкој школи Међународна летња гласбена школа у Пучићу.
У марту 2023. имао је 120.000 пратилаца на платформи TikTok, а сада броји преко 170,000.
Дана 9. јануара 2023. године је откривено да ће се такмичити на Песми за Евровизију ’23, српском националном избору за Песму Евровизије 2023. са песмом После мене. У другом полуфиналу 2. марта 2023. се пласирао у финале.
Пре почетка своје балканске каријере такмичио се на престижним светским фестивалима у Румунији, Малти, Словенији и Аустрији где је освојио прву награду. 
Filarri је један од ретких јавних личности који је снажан заговорник људских права и права мањина, посвећен промоцији једнакости и разноликости. Његова залагања су инспирација за многе. 
Наступао је 2023 године на Belgrade Pride-u где је премијерно извео своју прву дуетску нумеру Camagra заједно са реперком Сајси МС.
Наступ на MAC-у 2023 године је био прави спектакл. Првог дана манифестације извео је своју песму У тами уз перформанс са плесачима, док је другог дана привукао огромну пажњу несвакидашњом уметничком креацијом коју је прошетао на црвеном тепиху. 
Његов препознатљив стил и модни израз који сам креира, га је издвојио на нашој поп сцени и донео му светске сарадње са многобројним брендовима. У новембру 2023. године наступао је на Belgrade Fashion Week-у као гост на модној ревији Back to the 80's где је извео песму Љуљај ме нежно од Оливера Мандића. Био је на насловној страни италијанског магазина GMARО у јуну 2023. 
Поред моде и шминке, на својим друштвеним мрежама промовише здрав живот, као и значај бриге о себи и свом телу кроз здраву исхрану и физичку активност. 
Поново је учествовао на Песми за Евровизију 2024. и 2025.

## Награде и номинације
| Година | Награда                 | Категорија     | Рад                | Исход     | Реф.        |
| ------ | ----------------------- | -------------- | ------------------ | --------- | ----------- |
| 2023.  | Песма за Евровизију ’23 |                | После мене         | 13. место | [ 4 ] [ 5 ] |
| 2024.  | Песма за Евровизију ’24 | Ко је та жена  | Испао у полуфиналу | [ 6 ]     |             |
| 2025.  | Песма за Евровизију '25 | Meet and Greet | 13. место          | [ 7 ]     |             |

## Дискографија

### Синглови
| Наслов                | Година                   | Албум                   |
| --------------------- | ------------------------ | ----------------------- |
|                       | 2021.                    | сингл без албума        |
|                       | 2022.                    | сингл без албума        |
|                       | 2023.                    | сингл без албума        |
|                       | Песма за Евровизију ’23  |                         |
| Клекни, пузи, моли    | сингл без албума         |                         |
| Камагра (са Сајси МЦ) | сингл без албума         |                         |
| Прелепи убица         | сингл без албума         | 2024.                   |
| Ко је та жена         | Песма за Евровизију ’24  | 2024.                   |
| Небо                  | Београдско пролеће 2024. | 2024.                   |
| Meet and Greet        | 2025.                    | Песма за Евровизију '25 |

## Фестивали
- После мене, Песма за Евровизију 2023, 14. место
- Ко је та жена, Песма за Евровизију 2024, није се пласирао у финале
- Небо, Београдско пролеће 2024.
- Meet and Greet, Песма за Евровизију 2025, TBD